# Thyrsitops
Thyrsitops is een monotypisch geslacht van straalvinnige vissen uit de familie van de slangmakrelen (Gempylidae), orde van baarsachtigen (Perciformes).

## Soort
- Thyrsitops lepidopoides (Cuvier, 1832)